# Почечуев, Николай Сергеевич
Николай Сергеевич Почечуев (род. 22 июня 1991, Москва, Россия) — российский регбист, фланкер команды «Слава».

## Клубная карьера
В регби пришел в 1997 году. Воспитанник ДЮСШ «Южное Тушино», первый тренер — Михаил Александрович Лебедев. С 2012 года в основной команде «Славы». Является стабильным игроком основного состава.

## Карьера в сборной
Выступал за разные юниорские сборные России. В 2010 году в составе юниорской сборной России (до 19 лет) — стал серебряным призёром чемпионата Европы. Результат финального матча: Грузия — Россия 38:7 (24:0)). В 2014 году был вызван в национальную сборную. Пока единственный матч провел против Гонконга (39-27 победа).